# Juni 2004
Dit artikel geeft een chronologisch overzicht van alle belangrijke gebeurtenissen per dag in de maand juni van het jaar 2004.

## Gebeurtenissen

### 1 juni
- Irak - De beoogde nieuwe Iraakse premier Iyad Allawi maakt zijn nieuwe kabinet bekend. Ghazi al-Yawar is de beoogde nieuwe Iraakse president.
- Zwitserland - Het Nederlands elftal wint een oefenwedstrijd tegen Faeröer met 3-0.
- Nederland - Treinkaartjes die aan het loket worden gekocht, worden 50 cent duurder. De heffing is bedoeld om het gebruik van kaartautomaten te bevorderen.

### 2 juni
- Afghanistan - Vijf medewerkers van hulporganisatie Artsen zonder Grenzen zijn vermoord in het noordwesten van Afghanistan. De slachtoffers waren een Belgische, een Nederlander, een Noor en twee Afghanen.
- Israël - Negen militairen van de Israëlische grenspolitie zijn gearresteerd op verdenking van mishandeling van Palestijnen.
- VS - De olieprijzen stijgen naar een recordhoogte van $42 voor een vat West Texas Intermediate.
- VS - De gebroeders Harvey en Bob Weinstein, eigenaars van Miramax, brengen op eigen titel de film Fahrenheit 9/11 van Michael Moore uit.

### 3 juni
- Nederland - Minister van Justitie Piet Hein Donner overleeft een motie van wantrouwen van de Tweede Kamer. De motie was ingediend door de Lijst Pim Fortuyn naar aanleiding van wanbeleid rondom het proefverlof van TBS'ers. Eerder werd een meisje uit Eibergen door een TBS'er op proefverlof ontvoerd.
- Nederland - Staatssecretaris Karien van Gennip biedt haar excuses aan voor het feit dat minister Laurens Jan Brinkhorst de Tweede Kamer onjuist heeft geïnformeerd dat het Europees Parlement en de Europese Raad op dezelfde lijn zaten aangaande softwarepatenten. Een nieuw voorstel wordt besproken en mogelijk moet, op verzoek van de Tweede Kamer, Brinkhorst zijn pro-patent stem in de Raad intrekken.
- VS - CIA-directeur George Tenet maakt zijn aftreden bekend. Tenet vertrekt half juli wegens persoonlijke omstandigheden.
- Verenigd Koninkrijk - Het vliegverkeer vanuit Londen ligt stil na een computerstoring.
- Irak - Bij een aanval met mortieren op de Italiaanse ambassade in Bagdad komen enkele Irakezen om het leven.

### 4 juni
- Italië - President George W. Bush bezoekt Italië voor de herdenking van de bevrijding van Rome. Tevens bezoekt Bush Paus Johannes Paulus II, die graag vrede wil in Irak en een grotere bijdrage van de Verenigde Naties. De Paus was al een tegenstander van de oorlog in Irak.
- Israël - Minister-president Ariel Sharon ontslaat twee ministers om zijn plan voor terugtrekking uit de Gazastrook te redden.
- Nederland - Het is de laatste dag van de eindexamens op middelbare scholen. Bij het LAKS zijn circa 80 000 klachten binnengekomen van scholieren, een nieuw record.

### 5 juni
- Frankrijk - President George W. Bush bezoekt Parijs. In de stad is een demonstratieverbod van kracht en is zeer veel politie en leger aanwezig.
- Frankrijk - De 22-jarige Russin Anastasija Myskina wint de Open Franse tenniskampioenschappen op Roland Garros.
- Verenigde Staten - Ex-president Ronald Reagan overlijdt op 93-jarige leeftijd.
- Waddenzee - Een dode potvis wordt gevonden in de Waddenzee boven Noordpolderzijl. Het vijftien meter lange dier was waarschijnlijk al enige maanden dood.

### 6 juni
- Frankrijk - In Normandië wordt de landing in Normandië herdacht. Vele wereldleiders, waaronder ook de Duitse Bondskanselier Gerhard Schröder, zijn aanwezig.
- Israël - Het Israëlische kabinet neemt een afgezwakt voorstel voor de terugtrekking uit de Gazastrook aan. Het terugtrekkingsplan gaat gefaseerd en voor elke stap is verdere goedkeuring noodzakelijk.

### 7 juni
- Saoedi-Arabië In Riyad wordt een cameraman van de BBC gedood door islamitische fundamentalisten. Een collega raakt zwaargewond.

### 8 juni
- Wereld - De Venusovergang vindt plaats waarbij Venus voor de Zon langs trekt.
- Luxemburg - De landen van de Benelux tekenen een verdrag waarin geregeld wordt dat de politie zeer eenvoudig over de grens kan opereren.
- Italië - De Italiaanse politie pakt Rabei Osman el-Sayed Ahmed beter bekend als de Egyptenaar op. Hij wordt verdacht het brein achter de bomaanslagen in Madrid van 11 maart 2004 te zijn.
- Ter Apel - Demonstranten verstoren een raadsvergadering uit protest tegen de komst van een vertrekcentrum. De politie grijpt nogal hardhandig in.
- Assen - Roel Pranger wordt gepresenteerd als nieuwe directeur van de stichting TT Assen.
- Nederland - Pierre Bokma geeft de Van Dalsumring door aan Gijs Scholten van Aschat.

### 9 juni
- Nederland - Staatssecretaris Annette Nijs van onderwijs treedt af. Nijs kon het slecht vinden met minister Maria van der Hoeven.
- Verenigde Staten - Minister van Justitie John Ashcroft ontkent tegenover de Amerikaanse senaat dat martelingen goedgekeurd waren door president Bush.
- Verenigde Staten - De Veiligheidsraad neemt een nieuwe resolutie aan over het besturen van Irak.
- Nederland - Hans Janssen stapt per 1 oktober 2004 op als directeur van het Centraal Orgaan opvang Asielzoekers (COA). Hij was pas sinds een jaar in functie.

### 10 juni
- Europese Unie - Van vandaag tot en met zondag 13 juni vinden in de EU-landen de Europese verkiezingen plaats. In Nederland is Europa Transparant de grootste winnaar, ook PvdA en SP winnen.
- Verenigde Staten - Muzikant Ray Charles overlijdt op 73-jarige leeftijd.
- Verenigde Staten - Op Sea Island, voor de kust van Georgia eindigt de top van de G8.
- China - Voor het eerst wordt een fossiel bekendgemaakt van een, 121 miljoen jaar oud, ongeboren pterosauriër, nog in het ei.

### 11 juni
- Irak - In de stad Najaf zijn burgers en de milities van Muqtada al-Sadr slaags geraakt. De burgers steunen de nieuwe regering onder leiding van premier Iyad Allawi, al-Sadr niet.
- Nederland - Het kabinet besluit om de Nederlandse bijdrage aan de Stabilisation Force Iraq te verlengen met acht maanden.

### 12 juni
- Nederland - Prinses Amalia wordt gedoopt.
- Portugal - Het Europees kampioenschap voetbal 2004 begint. Gastland Portugal wordt met 1-2 verslagen door Griekenland.

### 13 juni
- België - Er vinden verkiezingen plaats voor vier regionale parlementen in België. In Vlaanderen wordt het Vlaams Blok de tweede partij.
- EU - Ook vinden in België en 18 andere landen Europese verkiezingen plaats voor het Europees Parlement. De Europese Volkspartij blijft de grootste partij. Opmerkelijk is de opkomst van de eurosceptische partijen zoals Europa Transparant en de Britse UKIP.

### 14 juni
- Irak - In Bagdad ontploft een zware autobom waarbij 13 doden vallen. De aanslag wordt later opgeëist door een groep van al Qaida onder leiding van Abu Musab al-Zarqawi.
- Wereld - Het computervirus Zafi.B verspreidt zich over de wereld.

### 15 juni
- Nederland - De Schiphol Group heeft een bod uitgebracht om Luchthaven Brussel gedeeltelijk over te nemen.
- Irak - Met twee aanslagen op oliepijpleidingen in Irak wordt twee derde van de export van olie van Irak stilgelegd.

### 16 juni
- Nederland - VVD'er Mark Rutte wordt de nieuwe staatssecretaris van Onderwijs. Rutte volgt Annette Nijs op. Rutte was staatssecretaris van Sociale zaken en wordt nu opgevolgd door Henk van Hoof.
- Venlo - energiebedrijf Essent zoekt vier uur naar de precieze plaats van een groot gaslek op het industrieterrein van Venlo.

### 17 juni
- België - Marc Dutroux is door een jury schuldig bevonden aan onder andere zesvoudige ontvoering en drievoudige moord. Ook Dutrouxs ex-echtgenote Michelle Martin en handlanger Michel Lelièvre zijn schuldig. De jury was verdeeld over de schuld van Michel Nihoul.
- EU - Vandaag begint in Brussel een tweedaagse EU-conferentie. Hier wordt, naast gesprekken over het Verdrag tot vaststelling van een Grondwet voor Europa, ook de nieuwe voorzitter van de Europese Commissie aangewezen door de regeringen. Enkele van de belangrijkste kandidaten zijn Guy Verhofstadt (België), Jean-Claude Juncker (Luxemburg) en António Vitorino (Portugal). De benoeming vindt plaats achter 'gesloten deuren'.
- Verenigde Staten - Minister van Defensie Donald Rumsfeld erkent dat hij de CIA heeft toegestaan een Irakese gevangene verborgen te houden voor het Rode Kruis. Dit is een schending van de Conventies van Genève.

### 18 juni
- Palestijnse Autoriteit - Yasser Arafat verklaart in een interview dat hij bereid is zijn eis voor volledige terugkeer van de Palestijnse vluchtelingen en hun nakomelingen grotendeels te laten vallen. De terugkeer van vluchtelingen was een breekpunt in het vredesproces.
- EU - De regeringsleiders van de 25 EU-landen bereiken in Dublin een akkoord over het Verdrag tot vaststelling van een Grondwet voor Europa. Er wordt geen nieuwe voorzitter van de Europese Commissie gevonden. Wel wordt bekendgemaakt dat in 2005 de onderhandelingen over toetreding van Kroatië tot de EU beginnen.
- Verenigde Staten - Op voordracht van George W. Bush keurt de Amerikaanse Senate Banking Committee de verlenging van het mandaat van Alan Greenspan goed als voorzitter van de Federal Reserve Bank.
- Europa - Het patent voor LZW compressietechnologie van Unisys loopt af in Engeland, Frankrijk, Duitsland en Italië.

### 19 juni
- Irak - Bij een Amerikaans bombardement op een vermeend terroristenhuis in een woonwijk van de stad Fallujah zijn ten minste 16 personen omgekomen.
- Nederland - NRC Handelsblad bericht dat de hoogste managers bij Shell reeds lang op de hoogte waren van de foutieve inschattingen van de oliereserves.
- Nederland - Het bestuur van de LPF treedt tijdens een Algemene Ledenvergadering af en er is een nieuw bestuur voor in de plaats gekomen.
- Saoedi-Arabië - Opnieuw wordt een Amerikaans zakenman (Paul Johnson) door moslimextremisten onthoofd en wordt de video hiervan via internet getoond.

### 20 juni
- Algerije - In Algerije wordt de al Qaida-leider Nabil Sahraoui gedood door het Algerijnse leger. Sahraoui was leider van de GSPC, een terreurgroep die in Algerije een moslimstaat wil stichten.
- Saoedi-Arabië - De Saoedische al Qaida leider Abdulaziz al-Muqrin wordt gedood door veiligheidsdiensten nadat opnieuw een Amerikaan door de terreurbeweging is onthoofd. Volgens de Saoedische regeringswoordvoerder is al-Qaeda in Saoedi-Arabië ernstig verzwakt door de dood van al-Muqrin.
- Nederland - VVD-Kamerlid Ayaan Hirsi Ali stelt voor moslims bij sollicitaties een ideologische screening te laten ondergaan. Alhoewel in strijd met het discriminatieverbod uit de grondwet, is Hirsi Ali van mening dat gezien de huidige oorlog met het moslimterrorisme de maatregel gerechtvaardigd is.

### 21 juni
- Nederland - Voor het eerst in de Nederlandse geschiedenis worden moslimextremisten veroordeeld voor terreur. Het Haagse hof heeft 2 mannen veroordeeld tot 4 en 6 jaar gevangenisstraf voor betrokkenheid bij een voorgenomen aanslag op de Amerikaanse ambassade te Parijs. Eerder waren ze vrijgesproken door de rechtbank, omdat het bewijs steunde op informatie van de AIVD.
- België - Marc Dutroux hoort door Officier van Justitie Bourlet levenslang eisen, en ter beschikking stelling van de regering voor een periode van 10 jaar voor psychiatrische behandeling. Dutrouxs vrouw Michelle Martin hoort een eis van 30-35 jaar, en Michel Lelièvre 30 jaar. Op 22 juni zullen jury en beroepsrechters de strafmaten bepalen.
- Saoedi-Arabië - De voormalige Saoedische politieagent Saleh Mohammed al-Oufi is de opvolger van de geliquideerde al Qaida leider Abdulaziz al-Muqrin, zo wordt gemeld door de Arabische krant Al-Asharq al-Awsat. Al-Oufi staat vierde op de lijst van gezochte criminelen in Saoedi-Arabië.
- Verenigde Staten - Rond 15:30 GMT vertrekt de eerste particuliere ruimtevlucht aller tijden. Het ruimtevaartuig, de SpaceShipOne wordt door Michael Melvill bestuurd, en stijgt op tot 100 km hoogte waarna het terugkeert op aarde. Tot dan toe was ruimtereizen voorbehouden aan diverse overheden.
- Nederland - Het CDA stelt voor aanzienlijk in het Nederlandse wegennet te investeren, om zo de fileoverlast terug te dringen. In totaal zou er 250 km snelweg bij moeten komen en daarnaast moet op diverse plaatsen door verbreding van bestaande wegen, of door gebruik te maken van dubbeldeks wegen de filelast worden verminderd.
- Iran - Acht Britse militairen worden door Iran aangeklaagd, ze worden er van beschuldigd illegaal de Iraanse grens te zijn overschreden.

### 22 juni
- Nederland - Opnieuw doen politie en belastingdienst een inval in het woonwagenkamp Vinkenslag bij Maastricht wegens belastingontduiking.
- Nederland - Minister Rita Verdonk besluit af te zien van de omstreden vignettenmethode om de mate van integratie van allochtonen te bepalen.
- Nederland - De politie arresteert een man die verdacht wordt van het bedreigen van minister Rita Verdonk. De man zou lid zijn van actiegroep Section Eight.
- Italië - Premier Silvio Berlusconi beschuldigt de centrumlinkse oppositie van verkiezingsfraude tijdens de Europese en regionale verkiezingen.
- Nederland - Bij een treinongeval komen twee spoormedewerkers om het leven. Een intercity botst op een onderhoudswagen die waarschijnlijk per ongeluk op het verkeerde spoor terecht was gekomen.
- België - KV Mechelen is de (replica van de) Europacup 2 beker kwijt. Boze tongen beweren dat hun toenmalige trainer Aad de Mos de cup meegenomen heeft. Anderen houden hun verdenkingen bij een (ex)speler van de club.
- Irak - De Zuid-Koreaanse vertaler Kim Sun-il wordt volgens het Arabische televisiestation Al Jazeera onthoofd door zijn Iraakse ontvoerders.

### 23 juni
- Portugal - Nederland bereikt door een 3-0 winst tegen Letland én het verlies van Duitsland tegen Tsjechië (1-2) de kwartfinales van het Europees kampioenschap voetbal 2004. Tegenstander is Zweden.
- Verenigde Staten - De Verenigde Staten trekken een voorstel in bij de VN Veiligheidsraad waarin zij voor immuniteit van hun soldaten vragen voor het Internationaal Strafhof.
- Verenigde Staten - Naar aanleiding van de beschuldiging dat onder andere de mishandeling van gevangenen in de Abu Ghraib-gevangenis het gevolg was van de harde opstelling van de regering, verklaart de regering Bush indertijd juist opdracht te hebben gegeven van terrorisme verdachte gevangenen humaan te behandelen.
- Nederland - Vanwege de over het land trekkende storm wordt de TT-kermis in Assen op last van de gemeente gesloten.
- Nederland - Een van de medeoprichters van de PvdA, Hilda Verwey-Jonker, overlijdt op 96-jarige leeftijd.

### 24 juni
- Irak - Door gecoördineerde aanslagen in vijf Iraakse steden sterven meer dan 100 personen. De aanslagen zijn het werk van de groep van Abu Musab al-Zarqawi.
- Turkije - Bij een te vroeg ontploffende bom aan boord van een bus komen vier personen om het leven. De bom werd gedragen door een jonge vrouw, die waarschijnlijk tot een militante linkse organisatie behoorde.

### 25 juni
- Nederland - In Kerkrade komen drie mensen om het leven als een vrachtwagen een supermarkt binnenrijdt. Als gevolg van weigerende remmen verloor de chauffeur de macht over het stuur.

### 26 juni
- Portugal - Nederland plaatst zich voor de halve finales van het Europees kampioenschap voetbal 2004 door met strafschoppen van Zweden te winnen. Nooit eerder won het Nederlands voetbalelftal een strafschoppenserie.
- Irak - Bij een dubbele autobomaanslag in de stad Hilla zijn minstens veertig doden gevallen. De frequentie van aanslagen lijkt toe te nemen nu de machtsoverdracht in Irak op naderbij komt.
- Ierland - In Ierland vindt de jaarlijkse EU-VS-top plaats.

### 27 juni
- Ierland - De Ierse premier Bertie Ahern, die de huidige voorzitter is van de Europese Raad gaat aanstaande dinsdag de Portugese premier José Durao Barroso voordragen als nieuwe voorzitter van de Europese commissie.
- EU - Estland, Litouwen en Slovenië hebben hun munt gekoppeld aan de euro en het wisselkoersmechanisme ERM-2.
- Servië - De prowesterse kandidaat Boris Tadic van de Democratische Partij wint de presidentsverkiezingen in Servië.

### 28 juni
- Irak - De Coalition Provisional Authority heeft de macht twee dagen vervroegd overgedragen aan een Iraakse interim-regering onder leiding van premier Iyad Allawi.
- Turkije - In Istanboel begint vandaag de tweedaagse top van de NAVO. De stad is afgezet in verband met de angst voor aanslagen.
- Saoedi-Arabië - In reactie op het amnestie aanbod van de Saoedische regering heeft de belangrijke terrorist Othman al-Amri uit dat land zich overgegeven aan de autoriteiten. In Saoedi-Arabië geldt het amnestie aanbod voor 1 maand.
- Singapore - Een Airbus A340-500 van Singapore Airlines heeft de langste non-stop vlucht in de burgerluchtvaart op zijn naam geschreven tussen Singapore en New York. De vlucht van 16.668 km werd afgelegd in 18 uur en 35 minuten.

### 29 juni
- Canada - Bij de parlementsverkiezingen blijven de Liberalen van premier Paul Martin de grootste partij. Ze verliezen weliswaar hun absolute meerderheid maar blijven waarschijnlijk in een coalitie regeren.
- Gazastrook - Vanuit de Gazastrook zijn dinsdag opnieuw Qassam-raketten afgevuurd op Israël. Het Israëlische leger trok vervolgens de Gazastrook met tanks in. Sinds de Israëlische inval in Nablus zaterdag is het conflict weer opgelaaid.
- Hoogeveen - De oudste mens ter wereld, Hendrikje van Andel-Schipper uit Hoogeveen, is vandaag 114 jaar geworden.
- Frankrijk - Het Europees Hof voor de Rechten van de Mens in Straatsburg oordeelt dat Turkse universiteiten twee studentes met hoofddoekjes mogen weren. Het dragen van hoofddoekjes is in vele landen van Europa controversieel.

### 30 juni
- Israël - Het Israëlische hooggerechtshof heeft bepaald dat Israël de barrière die het bouwt op de bezette Westelijke Jordaanoever gedeeltelijk moet verleggen.
- België - Een in een Belgische gevangenis zittende Franse boswachter heeft 6 moorden bekend op minderjarige meisjes.
- Saoedi-Arabië - De ideologisch leider van al Qaida in Saoedi-Arabië Abdullah al-Roshood is door de Saoedische politie bij een schietpartij doodgeschoten
- Portugal - In het EK verliest Nederland de halve-finalewedstrijd van gastland Portugal met 2-1.

← · januari · februari · maart · april · mei · juni · juli · augustus · september · oktober · november · december ·  →